# كوبلاي (بنسلفانيا)
كوبلاي (بالإنجليزية: Coplay borough, Pennsylvania) هي منطقة سكنية تقع بولاية بنسلفانيا في الولايات المتحدة. تبلغ مساحتها 1.62 كم2، وترتفع عن سطح البحر 121.92 م، بلغ عدد سكانها 3,192 نسمة في عام 2010 حسب إحصاء مكتب تعداد الولايات المتحدة وتصل الكثافة السكانية فيها 1,970.4 نسمة لكل كيلومتر مربع (5,103.3/ميل2).

## التركيبة السكانية
حدّد مكتب تعداد الولايات المتحدة بيانات التركيبة السكانية لكوبلاي في تعداد الولايات المتحدة. في ما يلي، التركيبة السكانية حسب تعدادي 2000 و2010.

### تعداد عام 2000
بلغ عدد سكان كوبلاي 3,387 نسمة بحسب تعداد عام 2000، وبلغ عدد الأسر 1,431 أسرة وعدد العائلات 953 عائلة مقيمة في المنطقة السكنية. في حين سجلت الكثافة السكانية 2,090.7 نسمة لكل كيلومتر مربع (5,414.9/ميل2). وبلغ عدد الوحدات السكنية 1,484 وحدة بمتوسط كثافة قدره 916 لكل كيلومتر مربع (2,372.4/ميل2).
وتوزع التركيب العرقي للمنطقة السكنية بنسبة 96.84% من البيض و1.56% من الأمريكيين الأفارقة و0.09% من الأمريكيين الأصليين و0.32% من الأمريكيين ذوي الأصول الآسيوية و0.53% من الأعراق الأخرى و0.65% من عرقين مختلطين أو أكثر و2.27% من الهسبانيون أو اللاتينيون من أي عرق.
بلغ عدد الأسر 1,431 أسرة كانت نسبة 31% منها لديها أطفال تحت سن الثامنة عشر تعيش معهم، وبلغت نسبة الأزواج القاطنين مع بعضهم البعض 49.3% من أصل المجموع الكلي للأسر، ونسبة 13.5% من الأسر كان لديها معيلات من الإناث دون وجود شريك، بينما كانت نسبة 3.8% من الأسر لديها معيلون من الذكور دون وجود شريكة وكانت نسبة 33.4% من غير العائلات. تألفت نسبة 29.3% من أصل جميع الأسر من عدة أفراد يعيشون في نفس المنزل ونسبة 14.4% كانت تتألف من شخص يعيش بمفرده يبلغ من العمر 65 عاماً أو أكثر. وبلغ متوسط حجم الأسرة المعيشية 2.34، أما متوسط حجم العائلات فبلغ 2.90.
بلغ العمر الوسطي للسكان 40.3 عاماً. وكانت نسبة 22.9% من القاطنين تحت سن الثامنة عشر، وكانت نسبة 5.1% بين الثامنة عشر والرابعة والعشرين عاماً، ونسبة 29.6% كانت واقعةً في الفئة العمرية ما بين الخامسة والعشرين والرابعة والأربعين عاماً، ونسبة 20.7% كانت ما بين الخامسة والأربعين والرابعة والستين، ونسبة 20.8% كانت ضمن فئة الخامسة والستين عاماً فما فوق. يوجد لكل 100 أنثى 85.8 ذكر، ويوجد لكل 100 أنثى في الثامنة عشر من عمرها فما فوق 82.7 ذكر.
بلغ متوسط دخل الأسرة في المنطقة السكنية 38,679 دولارًا، أما متوسط دخل العائلة فبلغ 46,278 دولارًا. وكان متوسط دخل الذكور 31,519 دولارًا مقابل 24,983 دولارًا للإناث. وسجل دخل الفرد الخاص بالمنطقة السكنية 18,580 دولارًا. وكانت نسبة 5.6% من العائلات ونسبة 7% من السكان تحت خط الفقر، وكان من هؤلاء نسبة 15.8% تحت سن الثامنة عشر ونسبة 5.3% في الخامسة والستين من العمر وما فوق.

### تعداد عام 2010
بلغ عدد سكان كوبلاي 3,192 نسمة بحسب تعداد عام 2010، وبلغ عدد الأسر 1,422 أسرة وعدد العائلات 888 عائلة مقيمة في المنطقة السكنية. في حين سجلت الكثافة السكانية 1,970.4 نسمة لكل كيلومتر مربع (5,103.3/ميل2). وبلغ عدد الوحدات السكنية 1,501 وحدة بمتوسط كثافة قدره 926.5 لكل كيلومتر مربع (2,399.6/ميل2).
وتوزع التركيب العرقي للمنطقة السكنية بنسبة 92.51% من البيض و2.63% من الأمريكيين الأفارقة و0.28% من الأمريكيين الأصليين و1% من الأمريكيين ذوي الأصول الآسيوية و0.03% من سكان جزر المحيط الهادئ و2.01% من الأعراق الأخرى و1.54% من عرقين مختلطين أو أكثر و6.33% من الهسبانيون أو اللاتينيون من أي عرق.
بلغ عدد الأسر 1,422 أسرة كانت نسبة 24.2% منها لديها أطفال تحت سن الثامنة عشر تعيش معهم، وبلغت نسبة الأزواج القاطنين مع بعضهم البعض 43% من أصل المجموع الكلي للأسر، ونسبة 13.5% من الأسر كان لديها معيلات من الإناث دون وجود شريك، بينما كانت نسبة 5.9% من الأسر لديها معيلون من الذكور دون وجود شريكة وكانت نسبة 37.6% من غير العائلات. تألفت نسبة 31.4% من أصل جميع الأسر من عدة أفراد يعيشون في نفس المنزل ونسبة 15.1% كانت تتألف من شخص يعيش بمفرده يبلغ من العمر 65 عاماً أو أكثر. وبلغ متوسط حجم الأسرة المعيشية 2.24، أما متوسط حجم العائلات فبلغ 2.79.
بلغ العمر الوسطي للسكان 45.3 عاماً. وكانت نسبة 18% من القاطنين تحت سن الثامنة عشر، وكانت نسبة 7.1% بين الثامنة عشر والرابعة والعشرين عاماً، ونسبة 24.6% كانت واقعةً في الفئة العمرية ما بين الخامسة والعشرين والرابعة والأربعين عاماً، ونسبة 31.4% كانت ما بين الخامسة والأربعين والرابعة والستين، ونسبة 19% كانت ضمن فئة الخامسة والستين عاماً فما فوق. وتوزع التركيب الجنسي للسكان بنسبة 46.2% ذكور و53.8% إناث.